# Маяк (Омская область)
Маяк — село в Оконешниковском районе Омской области России. Административный центр Андреевского сельского поселения.

## История
В 1970 году центр Андреевского сельского совета перенесён из села Андреевка в село Маяк.
В соответствии с Законом Омской области от 30 июля 2004 года № 548-ОЗ «О границах и статусе муниципальных образований Омской области» село возглавило образованное Андреевское сельское поселение.

## География
Расположено на юго-востоке региона.

## Население
| 2002 | 2010 |
| ---- | ---- |
| 807  | ↘761 |

## Инфраструктура
МБОУ «Маяковская средняя школа»
Администрация сельского поселения (Лесная ул., 5).
Маяковский ДК — филиал № 14 МБУК «Оконешниковская межпоселенческая клубная система»

## Транспорт
Проходят автодороги «Омск — Тара» — Маяк — Рямовка (идентификационный номер 52 ОП МЗ Н-23) длиной 9,92 км и Оконешниково — Черлак (идентификационный номер 52 ОП РЗ К-16).